# Little by Little
"Little by Little" é uma canção da banda de rock britânica Oasis, lançada pela primeira vez como a sexta faixa do seu quinto álbum de estúdio Heathen Chemistry. Em setembro de 2002, foi lançada com "She Is Love" como o primeiro (e único) lado A duplo pela banda, chegando ao segundo lugar no Reino Unido. Noel Gallagher fornece vocais em ambas as faixas, que ele também escreveu.

## Lista de faixas
- 7" RKID 26, CD RKIDSCD 26,[1][2] 12" RKID 26T[3][4]

1. "Little By Little" - 4:54
2. "She Is Love" - 3:11
3. "My Generation" (Pete Townshend) - 4:05 (CD e 12")

- DVD RKIDSDVD 26[5][6]

1. "Little By Little" - 5:02
2. "Little By Little" (demo) - 4:55
3. 10 minutes of noise and confusion - pt three - 8:31

- German CD CDM 6730685[7]

1. "Little by Little"
2. "My Generation"
3. "Columbia" (live) - Barrowlands, Glasgow, 13 de outubro de 2001.
4. "Little by Little" (live video)

## Paradas musicais

### Semanais
| Parada (2002)                         | Melhor posição |
| ------------------------------------- | -------------- |
| Canadá (Nielsen SoundScan)            | 2              |
| Finlândia (Suomen virallinen lista)   | 16             |
| Alemanha (Offizielle Deutsche Charts) | 65             |
| Itália (FIMI)                         | 5              |
| Nova Zelândia (Recorded Music NZ)     | 46             |
| Espanha (PROMUSICAE)                  | 20             |
| Suécia (Sverigetopplistan)            | 41             |
| Suíça (Schweizer Hitparade)           | 83             |
| Austrália (ARIA)                      | 54             |
| Europa (Eurochart Hot 100)            | 11             |
| Irlanda (IRMA)                        | 9              |
| Escócia (Scottish Singles Chart)      | 2              |
| Reino Unido (UK Singles Chart)        | 2              |

### Fim de Ano
| Parada (2002)     | Posição |
| ----------------- | ------- |
| Reino Unido (OCC) | 81      |